# Flag Institute
il Flag Institute è uno dei principali centri mondiali per la ricerca e documentazione sulle bandiere.

## Storia
È stato fondato il 23 aprile 1971 da William Crampton, presidente della FIAV. Dalla creazione, il Flag Institute è cresciuto a tal punto da essere considerato il più grande gruppo di tutte le associazioni vessillologiche del mondo.
La biblioteca dell'Istituto, oggi intitolata allo stesso Crampton, è la più grande biblioteca sulle bandiere del mondo e contiene più di 40.000 volumi. Essa è situata nella James Rickett Library Building a Kingston upon Hull, Yorkshire (Inghilterra).
Il Flag Institute pubblica Flagmaster, una rivista trimestrale di 20 pagine tutte a colori curata da Michael Faul. Flagmaster è il secondo periodico sulle bandiere ad essere stato stampato (il primo è il Nordisk Flaggkontakt, il giornale della Nordic Flag Society). 
Il Flag Institute ogni due anni tiene dei convegni in vari luoghi del Regno Unito.
L'Istituto è gestito da un Consiglio di nove membri eletti annualmente dai soci.